# Disaules
En la mitología griega Disaules (en griego Δυσαύλης) era uno de los reyes primitivos, vinculado a Eleusis y a los misterios eleusinos. 
Según la Suda Disaules habría brotado del suelo como uno de los autóctonos, tomó por esposa a Baubo y sus dos hijas fueron Protonoe y Nesa. Otros lo creen hijo del héroe epónimo Eleusis. Es descrito en mayor medida por Pausanias. Este dice que Disaules era el padre de Eubuleo y de Triptólemo, y a éstos por haberle dado noticias acerca de su hija les concedió Deméter sembrar las cosechas. El sepulcro de Arante está en el lugar de Céleas, donde dicen que también está enterrado Disaules, un eleusinio.
Los propios fliasios reconocen que imitan las celebraciones de Eleusis. Dicen que Disaules, hermano de Céleo, cuando llegó al país estableció los misterios, y fue expulsado de Eleusis por Ión cuando éste, hijo de Juto, fue elegido polemarco por los atenienses en la guerra contra los eleusinios. Homero conoce a Céleo pero no a Disaules. Pero Disaules dio el nombre de Céleas al lugar.